# Milewo Zabielne
Milewo Zabielne – wieś w Polsce położona w województwie podlaskim, w powiecie wysokomazowieckim, w gminie Kobylin-Borzymy.
Zaścianek szlachecki Zabielne należący do okolicy zaściankowej Milewo położony był w drugiej połowie XVII wieku w powiecie tykocińskim ziemi bielskiej województwa podlaskiego. W latach 1975–1998 miejscowość administracyjnie należała do województwa łomżyńskiego.
Wierni kościoła rzymskokatolickiego należą do parafii św. Stanisława Biskupa i Męczennika w Kobylinie-Borzymach.

## Historia
Wieś wzmiankowana w dokumentach z roku 1442. W I Rzeczypospolitej należała do ziemi bielskiej.
W roku 1827 miejscowość liczyła 28 domów i 84 mieszkańców.
Pod koniec XIX w. Słownik geograficzny Królestwa Polskiego informuje: Milewo, wieś nad Śliną, powiat mazowiecki, gmina Piszczaty, parafia Kobylin.
W roku 1921 wyszczególniono:
- Milewo Leśne. Było tu 8 budynków z przeznaczeniem mieszkalnym oraz 51 mieszkańców (24 mężczyzn i 27 kobiet)
- Milewo Zabielne, gdzie naliczono 21 budynków z przeznaczeniem mieszkalnym oraz 135 mieszkańców (68 mężczyzn i 67 kobiet). Wszyscy podali narodowość polską i wyznanie rzymskokatolickie
- Milewo-Żółtki, wieś z 9 budynkami z przeznaczeniem mieszkalnym oraz 50 mieszkańcami (23 mężczyzn i 27 kobiet). Narodowość polską podały 42 osoby, a żydowską 8[10].